# Irene Pujadas i Farré
Irene Pujadas i Farré (Sant Just Desvern, 1990) és una escriptora catalana. Ha treballat a la revista Butxaca i al sector editorial. Ha col·laborat amb el Diari Ara (Ara llegim) i amb d'altres mitjans digitals com La Llança, Núvol o La Directa. És una de les impulsores de la revista Branca. El novembre de 2020 va guanyar el premi Documenta de Narrativa catalana ex aequo, amb els seus contes Els desperfectes. El jurat, format per Pau Vidal, Marina Espasa, Albert Forns, Èric del Arco i Eugènia Broggi, va destacar "un estil net i vibrant, una llengua polida i alhora vivíssima, i un punt de negror i escabrositat molt saludables."